# Station Loudéac
Station Loudéac is een spoorwegstation in de Franse gemeente Loudéac.